# Josep Mascaró i Capella
Josep Mascaró i Capella   (Barcelona, 28 de desembre de 1838 - Barcelona, 26 d'octubre de 1905) fou un metge català.

## Biografia
Fill del metge Josep Mascaró i Cros (1793-1863) d'Argelaguer i de Magdalena Capella i Cucurella, de Barcelona, i cosí dels també metges Anicet, Joan i Joaquim Mascaró i Cos. El 1860 es llicencià en Medicina a Barcelona i l'any següent es doctorà, ampliant posteriorment estudis a Europa.
Delegat i inspector de Sanitat de Barcelona, va obtenir la creu de Beneficència el 1885. Cofundador, entre d'altres al costat del Doctor Robert, de l'Acadèmia Mèdica Municipal de Barcelona. Membre de l'Acadèmia de la de Ciències i Arts. Gran Creu d'Isabel la Catòlica el 1899 i comanador de la reial i distingida orde de Carles III. Soci Acadèmia Mèdic-Quirúrgic-Matritense. Autor de: Recuerdo necrológico del Dr. D. Juan Soler Buscalláà (1898).
Com a wagnerià, va formar part de la delegació catalana del Patronatverein de Bayreuth, delegació presidida i representada per Joaquim Marsillach; aquest Patronat del Festival de Bayreuth havia estat creat per Richard Wagner per a sufragar el cost de l'estrena de Parsifal.